# Pascual Millán
Pascual Millán  (Sigüenza, c. 1845-Bayona, 1906) fue un novelista, dramaturgo, crítico musical y taurómaco español.

## Biografía
Natural de Sigüenza y nacido hacia 1845, cultivó la novela, el drama, la crítica musical y el género taurino. Escribió en publicaciones periódicas como El Arco Iris (1867), El País (1898), La Correspondencia de España (1899), La Lidia y El Día, además de dirigir el semanario Sol y Sombra. Miembro de la Asociación de la Prensa, empleó pseudónimos como «Allegro». Fue autor de varias obras taurómacas: Los toros en Madrid: estudio histórico (1890), Los novillos: estudio histórico (1892) y El corazón en la mano, entre otras. Falleció en la ciudad francesa de Bayona en 1906.